# Mullerthal

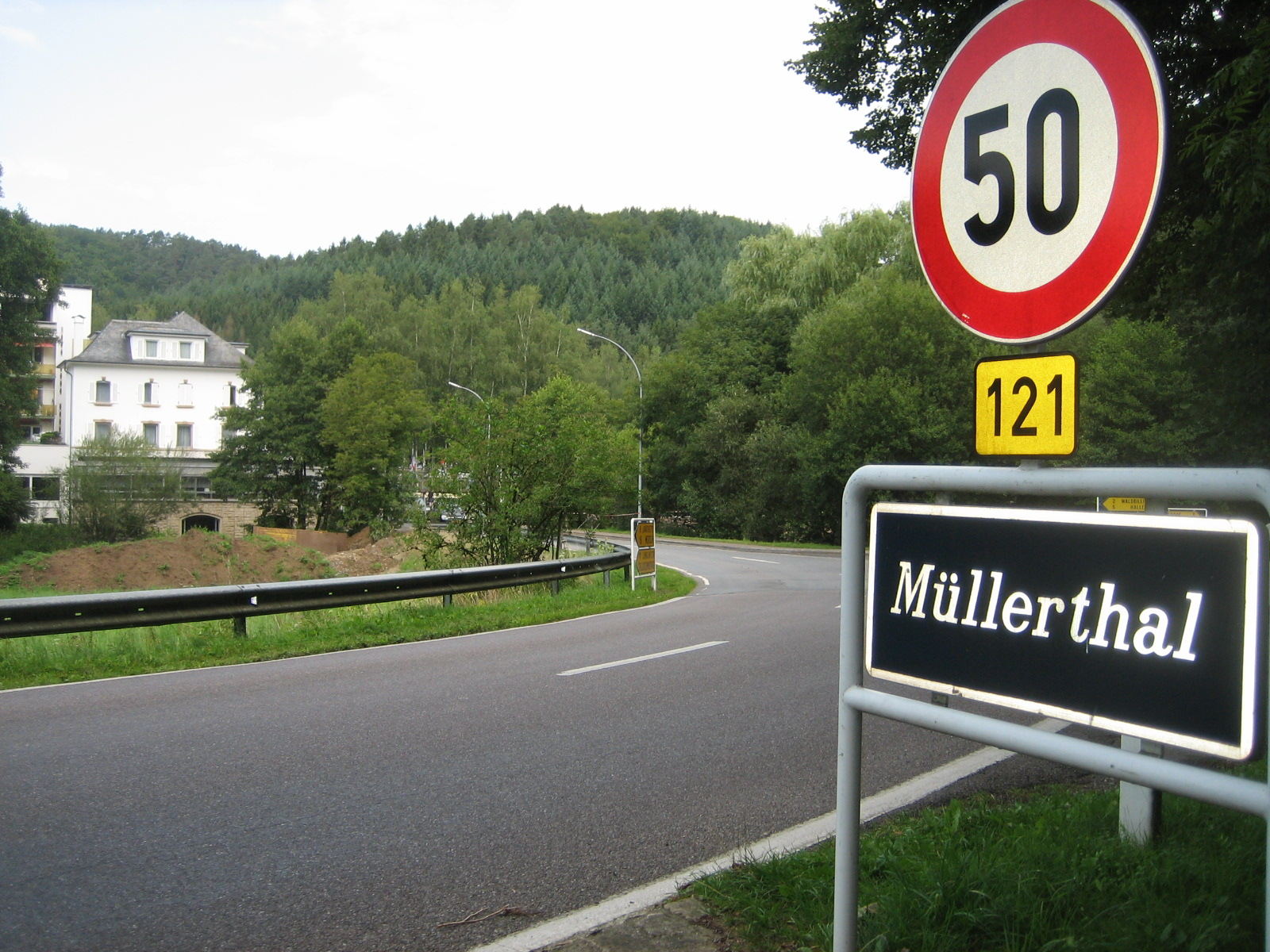
Mullerthal

Mullerthal (lb. Mëllerdall, niem. Müllerthal) – mała miejscowość (lieu-dit) we wschodnim Luksemburgu, w kantonie Echternach, w gminie Waldbillig. Do 3 października 2015 miejscowość leżała w dystrykcie Grevenmacher. Lieu-dit zamieszkuje 61 osób (1 stycznia 2023).